# Spurenstoff
Unter dem Sammelbegriff Spurenstoffe werden vor allem im Wasser befindliche, unerwünschte Stoffe verstanden, die auch als Mikroverunreinigungen oder Mikroschadstoffe bezeichnet werden. Es handelt sich dabei um synthetische Substanzen, die in Konzentrationen von Nano- bis zu einigen Mikrogramm pro Liter Wasser vorkommen. Der Begriff Spurenstoffe wird üblicherweise im Zusammenhang mit der Wasseraufbereitung verwendet und hat nichts mit (lebensnotwendigen) Spurenelementen zu tun. In der Gesetzgebung der Europäischen Union werden Spurenstoffe mit weiteren Substanzen zusammen auch unter dem Begriff ‘‘prioritäre Stoffe‘‘ verwendet.

## Übersicht
Spurenstoffe umfassen unterschiedliche Stoffgruppen, zum Beispiel Pflanzenschutzmittel, Polycyclische aromatische Kohlenwasserstoffe, Industrie- und Haushaltschemikalien, organische Chlorverbindungen, Weichmacher, Substanzen aus Körperpflegeprodukten, aber auch Süßstoffe und viele weitere synthetische chemische Verbindungen. Schwermetalle werden nicht zu den Spurenstoffen gezählt. Probleme entstehen bei diesen Stoffen oft aufgrund ihrer Bioakkumulation (Anreicherung im Gewebe), ihrer Persistenz (Langlebigkeit) ihrer Toxizität (Giftigkeit) oder weil sie mit heute üblicherweise eingesetzten Technologien kaum aus dem Abwasser zu entfernen sind. Eine seit einigen Jahren in den Fokus geratene Gruppe innerhalb der Spurenstoffe sind die Arzneimittelrückstände.

### Problemstellung
Der Eintrag von Spurenstoffen in die Umwelt geschieht zumeist über kommunales und industrielles Abwasser, teilweise aber auch über diffuse Quellen (z. B. direkte Deposition aus der Luft, Auswaschungen aus belastetem Boden oder über die Landwirtschaft). Im Abwasser enthaltene Spurenstoffe können häufig in Kläranlagen nicht oder nur unvollständig eliminiert und so in Klärschlamm und (gereinigtem) Abwasser nachgewiesen werden. Über diesen Pfad gelangen Spurenstoffe dann in Oberflächengewässer bzw. ins Grundwasser und können sich auch dort in Sedimenten und im Boden anreichern. Die Anzahl der organischen chemischen Verbindungen beträgt weltweit inzwischen mehr als 50 Mio. Stoffe und der Eintrag anthropogen verursachter Spurenstoffe in die Umwelt nimmt weiter zu. Die US-amerikanische American Chemical Society verzeichnet bereits das Vorkommen von mehr als 100.000 organischen und anorganischen chemischen Substanzen.  Der Sachverständigenrat für Umweltfragen hat rund 5.000 Substanzen als potenziell umweltrelevant eingestuft. Die Europäische Chemikalienagentur hat 2010 den Nachweis über den Einsatz von mehr als 400 gesundheitsgefährdenden, krebserregenden Chemikalien in verschiedenen Produkten erbracht.
Der Eintrag von Spurenstoffen in Ökosysteme und so unter Umständen auch in den Nahrungskreislauf kann zu sehr unterschiedlichen Folgewirkungen führen. Der Nachweis einer Schadwirkung wird für viele Substanzen z. B. mit Mikro-Algen, Wasserflöhen und Zebrafischen durchgeführt. Dabei wird normalerweise nur die Wirkung einzelner Stoffe untersucht. Die Organismen sind jedoch in der Natur einer Vielzahl unterschiedlicher Stoffe ausgesetzt, deren Schadwirkung in der Kombination kaum abschätzbar ist.
Der Eintragspfad Abwasser kommt bei vielen Spurenstoffen vor allem aus Produktion und Verwendung von Substanzen in Industrie und Haushalt. Eine Reduzierung der Einträge bereits vor der Abwasserbehandlung – also bei den Anwendern – wäre zielführend, da auch moderne Kläranlagen mit weitergehenden Behandlungsverfahren keine vollständige Elimination gewährleisten können.

#### Problemstellung bei Arzneimittelrückständen
Soweit gereinigtes Abwasser in Oberflächengewässer eingeleitet wird und hierdurch der Eintrag von nicht eliminierbaren Spurenstoffen stattfindet, gelangen diese Substanzen unter Umständen auch ins Trinkwasser. Die Niederlande beziehen z. B. 37 % des Trinkwassers aus Oberflächengewässern, überwiegend aus Uferfiltrat an Rhein und Maas. Besondere Aufmerksamkeit gilt hier den Rückständen aus Arzneimitteln. Auch deutsche Trinkwassergewinnungsgebiete und Flüsse weisen mittlerweile Arzneimittelrückstände wie Röntgenkontrastmittel und weitere Substanzen auf. Rückstände von Pflanzenschutzmitteln und weitere pharmazeutische Spurenstoffe in Grund- und Oberflächenwasser stammen zudem häufig aus der Landwirtschaft. Eine Auswertung des Umweltbundesamtes von Messprogrammen der Bundesländer aus den Jahren 2009 bis 2011 zeigt, dass insgesamt 27 verschiedene Arzneimittelwirkstoffe aus acht Wirkstoffklassen in Konzentrationen von über 0,1 Mikrogramm pro Liter in deutschen Oberflächengewässern gemessen wurden. Auffallend hohe Konzentrationen zeigte neben den Röntgenkontrastmitteln auch das häufig angewendete Schmerzmittel Diclofenac. Für viele Spurenstoffe existieren heute noch keine Grenzwerte bei der Abwasserreinigung oder Trinkwasseraufbereitung, weil ihr Vorkommen teils erst relativ spät entdeckt wurde oder unzureichendes Wissen über Wirkung bzw. Schadenspotenzial vorliegt.

### Handlungsrahmen in der Europäischen Union
Die EU hat im Januar 2012 einen Entwurf der Liste prioritärer Stoffe zur Wasserrahmenrichtlinie veröffentlicht.
Prioritäre Stoffe sind solche, die als erhebliches Risiko für die Gewässer eingestuft werden. In der deutschen Bundes-Oberflächengewässerverordnung waren bereits 33 prioritäre Stoffe enthalten, die von der Europäischen Union festgelegt worden waren. Die neue EU-Richtlinie 2013/39/EU legt nunmehr zwölf neue Stoffe fest, die in die EU-Liste der prioritären Stoffe aufgenommen wurden, mit entsprechender Übernahme in die nationale Gesetzgebung der Mitgliedsstaaten:
- Pflanzenschutzwirkstoffe: Aclonifen, Bifenox, Cypermethrin, Dicofol, Heptachlor, Quinoxyfen;
- Wirkstoffe in Bioziden: Cybutryn, Dichlorvos, Terbutryn;
- Industriechemikalien: Perfluoroctansulfonat (PFOS), Hexabromcyclododecan (HBCDD)
- Nebenprodukte des Verbrennungsprozesses: Dioxin und dioxinähnliche polychlorierte Biphenyle.

Die neu festgelegten Grenzwerte (Umweltqualitätsnormen) für diese Substanzen treten ab dem Jahr 2018 in Kraft. Die EU-Mitgliedsstaaten sind verpflichtet, der EU-Kommission bis 2018 zusätzliche Maßnahmen- und Überwachungsprogramme vorzulegen, damit bis zum Jahr 2027 ein „guter chemischer Zustand“ aller Oberflächengewässer für diese Stoffe erreicht werden kann.

#### Umgang mit Arzneimittelrückständen auf der Ebene der EU
In der Europäischen Union sind heute rund 3.000 pharmazeutische Wirkstoffe zugelassen. Pharmazeutische Spurenstoffe werden seit den 1990er Jahren aufgrund immer weiter verbesserter Analysemethoden verstärkt im Abwasser nachgewiesen. Nach ihrer Anwendung werden die nicht vom Körper aufgenommenen Substanzen wieder ausgeschieden, bzw. abgewaschen. Untersuchungen zeigen Ausscheidungsraten der Wirkstoffe zwischen 30 % und 70 % für oral eingenommenen Medikamente und noch höhere Raten unter Berücksichtigung von äußerlich aufgetragenen Cremes oder Gels.
2013 wurden erstmals drei pharmazeutische Wirkstoffe auf die Beobachtungsliste der Wasserrahmenrichtlinie gesetzt (die zwei Hormone Estradiol und Ethinylestradiol und das Schmerzmittel Diclofenac), im Jahr 2015 drei weitere makrolide Antibiotika. Das Ziel der Einführung einer europäischen Beobachtungsliste war die Aktualisierung verfügbarer Informationen über die Wirkungsweise der dort aufgeführten Substanzen in Gewässern, um somit eine bessere Risikoabschätzung zu ermöglichen.
In der Folge der Richtlinie 2013/39/EU 

„[…] entwickelt die EU-Kommission […] einen strategischen Ansatz gegen die Verschmutzung von Gewässern durch pharmazeutische Stoffe […]. gegebenenfalls Vorschläge zur stärkeren Berücksichtigung […] der Umweltverträglichkeit von Arzneimitteln [bei der Zulassung und] […] gegebenenfalls bis […] 2017 Maßnahmen […], um die möglichen Umweltauswirkungen von pharmazeutischen Stoffen […] anzugehen, Einleitungen, Emissionen und Verluste solcher Stoffe in die aquatische Umwelt unter Berücksichtigung der Erfordernisse der öffentlichen Gesundheit und der Kosteneffizienz der vorgeschlagenen Maßnahmen zu verringern.“

## Lösungsansätze
Für die Eliminierung eines Großteils der bekannten Spurenstoffe, die von heute üblichen biologischen Kläranlagen bisher nicht vollständig erfasst werden, sind in mehreren europäischen Ländern Strategien zur Installation weitergehender Reinigungsverfahren auf Kläranlagen in der Diskussion.

### Lösungsansätze bei Arzneimittelrückständen
Im Rahmen EU-geförderter Kooperationsprojekte mehrerer Länder (Deutschland, Frankreich, Luxemburg, Niederlande, Schottland, Schweiz) sind Untersuchungen durchgeführt worden, die sich bezüglich pharmazeutischer Spurenstoffe parallel mit der Frage von Vermeidung und Reduzierung auf Verbraucherseite befasst haben und auch Technologien für die Abwasserreinigung untersuchten. Die hier zugrundeliegende Idee war, dass rund 20 % der Humanpharmazeutika im Abwasser aus Krankenhäusern und rund 80 % aus häuslichem Abwasser stammen. So wurden einerseits Krankenhauskläranlagen konzipiert, die mit unterschiedlichen Technologien das hochkonzentrierte Krankenhausabwasser behandeln und Rückschlüsse auf die Effizienz bestimmter Technologien hinsichtlich der Vielzahl an Medikamenten, Metaboliten (Stoffwechselprodukten) und antibiotikaresistenten Keimen erlauben. In den EU-geförderten Kooperationsprojekten wurde an temporären Krankenhauskläranlagen in Esch-sur-Alzette und Bezirk Baden (Aargau) sowie fest installierten Krankenhauskläranlagen in Zwolle und Gelsenkirchen mehrjährige Untersuchungen durchgeführt, deren Ergebnisse wiederum mit den Ergebnissen aus kommunalen Kläranlagen mit erweiterter Technologie des Lippeverbandes und Annemasse verglichen wurden.
Andererseits wurde in Testregionen mit Untersuchungen, Zusammenarbeit mit Ärzten und Apothekern, Informationsveranstaltungen und Kampagnen die Bereitschaft der Bevölkerung zu verändertem Konsum- und Entsorgungsverhalten ermittelt, wobei sowohl Informationsdefizite wie auch falsche Entsorgung eine nicht zu unterschätzende Belastung darstellen: Bis zu 24 % der Deutschen in einer Interviewaktion gaben häufige oder gelegentliche Entsorgung von flüssigen Medikamenten über Toilette/Spüle zu. In einer anderen repräsentativen Umfrage im Jahr 2006 gaben 16 % der Befragten an, zumindest gelegentlich nicht mehr verwendete Tabletten über Toilette/ Spüle zu entsorgen. Bis zu 43 % der Befragten entsorgten auch hier gelegentlich flüssige Arzneimittel über Ausguss oder WC.
Im Ergebnis scheint ein möglichst großer Umfang an Maßnahmen auf der Informations- und Bildungsebene sowie Medikamentenrücknahme und die Unterstützung durch Ärzte, Apotheker und medizinisches Fachpersonal eine Reduzierung des Arzneimitteleintrags in den Wasserkreislauf zu ermöglichen.
Die verbesserte Abwasserreinigung an Punktquellen wie großen Krankenhäusern oder in Kläranlageneinzugsgebieten mit erhöhter Medikamentenbelastung (z. B. Kurorte) oder in besonders sensiblen Naturräumen (z. B. Trinkwassereinzugsgebiete) kann überdies sinnvoll sein.
Allerdings hat keine der eingesetzten Technologien in den Projekten (Behandlung mit Membrantechnik, Ozon, UV-Licht, Aktivkohle, Sandfilter) eine vollständige Beseitigung aller pharmazeutischen Spurenstoffe ergeben, auch nicht in der Kombination mehrerer Technologien. Soweit deren Einsatz weiter verfolgt werden soll, wären zunächst erreichbare Ziele zu definieren, z. B. zur prozentualen Elimination der Summe aller Substanzen oder zur gezielten Behandlung ausgewählter Stoffe. Die Schweiz hat hierzu beispielsweise als Ziel die Reduzierung der Fracht um 80 % anhand ausgewählter Indikatoren formuliert.
Die Einführung weiterer Behandlungsstufen führt in jedem Fall zu einem erhöhten Energieverbrauch. Er steigt in der Regel um 5 – 30 % gegenüber dem Normalbetrieb. In Abhängigkeit von der Anlagengröße, der Abwasserqualität und dem verwendeten Verfahren kann der Anstieg auch höher sein.

#### Politische Lösungsansätze in deutschsprachigen Ländern
Lösungen in deutschsprachigen EU-Mitgliedsländern werden sich im Wesentlichen an einem EU-Rahmen orientieren, da heute rund 80 % der nationalen Umweltgesetzgebung ihren Ursprung in der EU-Gesetzgebung hat. In der EU-Klärschlammrichtlinie und ihren Anhängen sind beispielsweise viele Substanzen aufgeführt, die dem Schutz der Umwelt und insbesondere der Böden bei der Verwendung von Klärschlamm in der Landwirtschaft dienen.
Grundsätzlich ist die Erkenntnis europaweit, dass zur Reduzierung des Spurenstoffeintrags die Strategie 1. Vermeidung (z. B. durch Ersetzen von Stoffen durch unschädlichere Substanzen oder durch korrekte Entsorgung), 2. Minimierung (Reduzierung des Konsums bzw. der Anwendung) und erst im 3. Schritt die Elimination durch technische Maßnahmen verfolgt werden sollte. Weitere Maßnahmen können die verschärfte Umweltverträglichkeitsprüfung bei der Zulassung von neuen Substanzen oder die Überprüfung bereits auf dem EU-Binnenmarkt zugelassener Stoffe sein.
Für die Trinkwasseraufbereitung werden vom Umweltbundesamt schrittweise ‘Gesundheitliche Orientierungswerte‘‘ (GOW) für einzelne Substanzen festgelegt.
Entscheidungen, wie in Deutschland mit den Herausforderungen der Elimination von Arzneimittelrückständen in der Abwasserreinigung umgegangen wird, werden weniger auf Bundesebene als bei den 16 Bundesländern diskutiert. Hier sind vor allem die Landesregierungen von Nordrhein-Westfalen (NRW) und Baden-Württemberg (BW) bemüht, die Betreiber von Kläranlagen zu einem technischen Ausbau zu veranlassen, wenngleich hierzu die rechtlichen Grundlagen (wie verbindliche Grenzwerte) fehlen.
Grundsätzlich ist in Deutschland keine gesonderte Sammlung von Altmedikamenten vorgesehen, da in den meisten Regionen Hausmüll in die Müllverbrennung geht und so Arzneimittelreste schadlos entsorgt werden können. Durch falsche Entsorgung gelangen dennoch Spurenstoffe ins Abwasser und auf diesem Weg in die Umwelt, insofern scheint Handlungsbedarf vorzuliegen.
In der Schweiz wird zur Spurenstoffelimination der Ausbau aller großen Kläranlagen vorangetrieben. Betroffen sind Kläranlagen mit mehr als 80.000 angeschlossenen Personen. Im März 2014 hat der Schweizer Nationalrat der Änderung des Gewässerschutzgesetzes bezüglich der verursachergerechten Finanzierung der Elimination von Mikroverunreinigungen im Abwasser zugestimmt. Damit werden bis Ende 2040 75 % der Investitionskosten zur Aufrüstung von 100 der insgesamt 700 Schweizer Abwasserreinigungsanlagen (ARA) über eine gesamtschweizerische Finanzierungslösung gedeckt. 2018 beliefen sich die Subventionen des Bundes auf knapp 44 Mio. CHF. Zur Mitfinanzierung der Maßnahmen wird bei allen ARA der Schweiz pro angeschlossenem Einwohner eine Abgabe von maximal neun Franken erhoben. Die ARA finanzieren diese Abgabe über eine Erhöhung ihrer bestehenden Abwassergebühren.
In Österreich werden Arzneimittel als Problemstoffe definiert und gelten somit als gefährliche Abfälle, die gesondert gesammelt werden. Gleiches gilt in Luxemburg. Hier wird auch, vor der Ergreifung eigener Maßnahmen zur Spurenstoffreduzierung, die politische Entwicklung auf europäischer Ebene abgewartet und eng mit der Internationalen Kommission zum Schutz des Rheins kooperiert.

#### Vierte Reinigungsstufe
Am 10. April 2024 verabschiedete das EU-Parlament die novellierte Kommunalabwasserrichtlinie 91/271/EWG von 1991. Ihr wurde am 5. November 2024 vom EU-Rat mehrheitlich zugestimmt. Nun haben die Mitgliedsstaaten 30 Monate Zeit die Neuerung der Richtlinie in nationales Recht zu überführen.
Die Novellierung sieht vor, dass in der so genannten vierten Reinigungsstufe persistente Spurenstoffe zumindest zu Teil abgetrennt werden müssen. Zielvorgabe ist analog zur Schweiz, dass 6 der Leitsubstanzen zu 80 % zwischen der Einleitung in die Kläranlage bis zum Einleiten in das Gewässer beseitigt werden müssen. Dabei werden mindestens 80 % der Investitionen und der Betriebskosten für die 4. Reinigungsstufe nach dem Verursacherprinzip an die Pharma- und Kosmetikindustrie weitergegeben um die Bevölkerung finanziell zu entlasten und einen Anreize für die Entwicklung umweltfreundlicherer Produkte zu bieten.
Die Umsetzung der Rahmenrichtlinien ist, je nach Größe der Kläranlage und deren Einwohnerwerte (EW), zeitlich bis 2045 gestaffelt. Es haben Kläranlagen mit über 150.000 EW Priorität und sollen umgehend angepasst werden, da aus ihnen ein erheblicher Teil der Verschmutzungen kommt.